# Portugal op de Olympische Zomerspelen 1988
Portugal nam deel aan de Olympische Zomerspelen 1988 in Seoel, Zuid-Korea. Er werden twee medailles minder gewonnen dan de vorige editie, er was enkel een gouden medaille in de atletiek.

## Medailleoverzicht
| Sport    | Olympiër  | Onderdeel    | Medaille |
| -------- | --------- | ------------ | -------- |
| Atletiek | Rosa Mota | marathon (v) | Goud     |

## Deelnemers en resultaten

### Atletiek
| Olympiër                                                                             | Onderdeel              | Resultaat | Prestatie                                                                            |
| ------------------------------------------------------------------------------------ | ---------------------- | --------- | ------------------------------------------------------------------------------------ |
| Pedro Agostinho                                                                      | 100m (m)               | DNF       | serie 6: niet gefinisht                                                              |
| Luís Cunha                                                                           | 100m (m)               | 69e       | serie 11: 5de in 10,80                                                               |
| Luís Barroso                                                                         | 200m (m)               | 18e       | serie 9: 2de in 21,31 kwartfinale 3: 4de in 20,81                                    |
| Luís Cunha                                                                           | 200m (m)               | 44e       | serie 7: 4de in 21,72                                                                |
| Filipe Lombá                                                                         | 400m (m)               | 47e       | serie 2: 5de in 47,57                                                                |
| António Abrantes                                                                     | 800m (m)               | 37e       | serie 3: 4de in 1.49,01                                                              |
| Álvaro Silva                                                                         | 800m (m)               | 11e       | serie 4: 3de in 1.49,09 kwartfinale 4: 3de in 1.46,65 halve finale 2: 5de in 1.45,12 |
| Mário Silva                                                                          | 1500m (m)              | 9e        | serie 2: 5de in 3.42,24 halve finale 2: 4de in 3.38,56 finale: 9de in 3.38,77        |
| Domingos Castro                                                                      | 5000m (m)              | 4e        | serie 1: 4de in 13.47,91 halve finale 1: 1ste in 13.22,44 finale: 4de in 13.16,09    |
| Fernando Couto                                                                       | 5000m (m)              | 31e       | serie 2: 8ste in 13.58,72                                                            |
| José Regalo                                                                          | 5000m (m)              | DNF       | serie 3: 9de in 13.43,59 halve finale 2: 3de in 13.24,48 finale: niet gefinisht      |
| Ezequiel Canário                                                                     | 10000m (m)             | 21e       | serie 2: 9de in 28.43,02                                                             |
| Dionísio Castro                                                                      | 10000m (m)             | DNF       | serie 1: niet gefinisht                                                              |
| António Pinto                                                                        | 10000m (m)             | 13e       | serie 1: 6de in 28.15,63 finale: 13de in 28.09,53                                    |
| João Lima                                                                            | 110m horden (m)        | 33e       | serie 5: 6de in 14,73                                                                |
| Arnaldo Abrantes Pedro Curvelo Pedro Agostinho Luís Barroso Luís Cunha Paulo Curvelo | 4x100m (m)             | DSQ       | serie 4: 3de in 39,61 halve finale 2: gediskwalificeerd                              |
| Paulo Curvelo Filipe Lombá António Abrantes Álvaro Silva Pedro Curvelo               | 4x400m (m)             | 14e       | serie 2: 3de in 3.07,75 halve finale 1: 7de in 3.07,75                               |
| Paulo Catarino                                                                       | marathon (m)           | DNF       | niet gefinisht                                                                       |
| Joaquim Silva                                                                        | marathon (m)           | 27e       | 2:18.05                                                                              |
| Hélder Oliveira                                                                      | 20km snelwandelen (m)  | 39e       | 1:27.39                                                                              |
| José Pinto                                                                           | 20km snelwandelen (m)  | 31e       | 1:26.33                                                                              |
| José Urbano                                                                          | 20km snelwandelen (m)  | 29e       | 1:24.56                                                                              |
| José Pinto                                                                           | 50km snelwandelen (m)  | 21e       | 3:55.57                                                                              |
| José Leitão                                                                          | verspringen (m)        | 31e       | kwalificatie groep A: 15de met 6,99m                                                 |
| José Leitão                                                                          | hink-stap-springen (m) | 31e       | kwalificatie groep A: 16de met 15,60m                                                |
|                                                                                      |                        |           |                                                                                      |
| Fernanda Ribeiro                                                                     | 3000m (m)              | 26e       | serie 1: 13de in 9.05,92                                                             |
| Albertina Dias                                                                       | 10000m (m)             | 10e       | serie 2: 5de in 32.13,82 finale: 10de in 32.07,13                                    |
| Albertina Machado                                                                    | 10000m (m)             | 9e        | serie 1: 7de in 31.52,04 finale: 9de in 32.02,13                                     |
| Aurora Cunha                                                                         | marathon (v)           | DNF       | niet gefinisht                                                                       |
| Conceição Ferreira                                                                   | marathon (v)           | 20e       | 2:34.23                                                                              |
| Rosa Mota                                                                            | marathon (v)           | Goud      | 2:25.40                                                                              |

### Boogschieten
| Olympiër     | Onderdeel       | Resultaat | Prestatie                              |
| ------------ | --------------- | --------- | -------------------------------------- |
| Carlos Reis  | individueel (m) | 66e       | plaatsingsronde: 66ste met 1176 punten |
| Rui Santos   | individueel (m) | 70e       | plaatsingsronde: 70ste met 1160 punten |
|              |                 |           |                                        |
| Ana de Sousa | individueel (v) | 37e       | plaatsingsronde: 37ste met 1213 punten |

### Gewichtheffen
| Olympiër     | Onderdeel   | Resultaat | Prestatie                                                    |
| ------------ | ----------- | --------- | ------------------------------------------------------------ |
| Paulo Duarte | -67,5kg (m) | 14e       | trekken: 14de met 125kg stoten: 14de met 150kg totaal: 275kg |

### Gymnastiek
| Olympiër        | Onderdeel                | Resultaat | Prestatie |
| Ritmisch        | Ritmisch                 | Ritmisch  | Ritmisch |
| --------------- | ------------------------ | --------- | --- |
| Patrícia Jorge  | individueel (v)          | 30e       | kwalificatie: 30ste hoepel: 35ste met 9,10 punten touw: 28ste met 9,35 punten knotsen: 32ste met 9,20 punten lint: 28ste met 9,40 punten totaal: 37,05 punten |
| Turnen          |                          |           | |
| Hélder Pinheiro | brug (m)                 | 84e       | kwalificatie: 84ste met 18,60 punten |
| Hélder Pinheiro | paard voltige (m)        | 51e       | kwalificatie: 51ste met 19,05 punten |
| Hélder Pinheiro | rekstok (m)              | 88e       | kwalificatie: 88ste met 17,55 punten |
| Hélder Pinheiro | ringen (m)               | 88e       | kwalificatie: 88ste met 17,95 punten |
| Hélder Pinheiro | sprong (m)               | 88e       | kwalificatie: 88ste met 17,95 punten |
| Hélder Pinheiro | vloer (m)                | 83e       | kwalificatie: 83ste met 18,50 punten |
| Hélder Pinheiro | individuele meerkamp (m) | 85e       | kwalificatie: 85ste met 109,60 punten |
|                 |                          |           | |
| Sónia Moura     | balk (v)                 | 84e       | kwalificatie: 84ste met 17,175 punten |
| Sónia Moura     | brug (v)                 | 79e       | kwalificatie: 79ste met 18,650 punten |
| Sónia Moura     | sprong (v)               | 73e       | kwalificatie: 73ste met 18,875 punten |
| Sónia Moura     | vloer (v)                | 83e       | kwalificatie: 83ste met 18,325 punten |
| Sónia Moura     | individuele meerkamp (v) | 82e       | kwalificatie: 82ste met 73,025 punten |

### Judo
| Olympiër        | Onderdeel | Resultaat | Prestatie |
| --------------- | --------- | --------- | --- |
| Renato Santos   | -60kg (m) | 14e       | 1ste ronde: vrij 2de ronde: W van ESP Sotillo: Kiken-gachi 3de ronde: V van CHN Zhang: Yusei-gachi               |
| Hugo Assunção   | -71kg (m) | 13e       | 1ste ronde: W van ZIM Sibenge: ippon 2de ronde: W van IRL McManus: Yusei-gachi 3de ronde: V van SWE Dahlin: koka |
| Pedro Cristóvão | -78kg (m) | 20e       | 1ste ronde: vrij 2de ronde: V van GBR Adams: ippon                                                               |
|                 |           |           | |
| Teresa Gaspar   | -61kg (m) | 5e        | 1ste ronde: V van USA Roethke: yuko herkansingen: V van POL Olechnowicz: ippon                                   |

### Kanovaren
| Olympiër                     | Onderdeel     | Resultaat | Prestatie                                                                            |
| ---------------------------- | ------------- | --------- | ------------------------------------------------------------------------------------ |
| José Garcia                  | K-1 500m (m)  | DSQ       | serie 2: 6de in 1.57,83 herkansingen: gediskwalificeerd                              |
| José Garcia                  | K-1 1000m (m) | 10e       | serie 1: 4de in 3.44,53 herkansingen: 1ste in 3.51,14 halve finale 1: 4de in 3.44,00 |
| António Brinco Eduardo Gomes | K-2 1000m (m) | 20e       | serie 1: 4de in 3.31,95 herkansingen: 5de in 3.47,99                                 |

### Moderne vijfkamp
| Olympiër       | Onderdeel       | Resultaat | Prestatie |
| -------------- | --------------- | --------- | --- |
| Manuel Barroso | individueel (m) | 34e       | paardensport: 43ste met 910 punten schermen: 51ste met 26 overwinningen zwemmen: 28ste in 3.24,98 schietsport: 53ste met 185 punten atletiek: 5de in 13.02,54 totaal: 4844 punten |

### Paardensport
| Olympiër              | Onderdeel      | Resultaat      | Prestatie |
| Springconcours        | Springconcours | Springconcours | Springconcours |
| --------------------- | -------------- | -------------- | --- |
| Manuel Malta da Costa | individueel    | 33e            | kwalificatie: 26ste 1ste ronde: 1ste met 69,50 punten 2de ronde: 50ste met 25 punten totaal: 84,50 punten finale: 33ste 1ste ronde: 33ste met 24 strafpunten |

### Schermen
| Olympiër      | Onderdeel  | Resultaat | Prestatie |
| ------------- | ---------- | --------- | --- |
| José Bandeira | degen (m)  | 67e       | 1ste ronde groep 15: 5de V van FRG Schmitt: 1-5 V van NED Kardolus: 3-5 G van ARG di Tellade: 5-5 V van POL Siess: 3-5 W van PAR Bogarín: 5-3 |
| Roberto Durão | degen (m)  | 60e       | 1ste ronde groep 3: 4de V van FRA Henry: 1-5 V van KOR Lee: 3-5 V van ESP de la Peña: 2-5 G van USA Marx: 5-5                                 |
| Óscar Pinto   | degen (m)  | 74e       | 1ste ronde groep 2: 5de V van ITA Cuomo: 0-5 V van BRA Lazzarini: 2-5 V van SUI Kuhn: 3-5 V van NED Ganeff: 1-5                               |
| José Bandeira | floret (m) | 55e       | 1ste ronde groep 12: 5de V van ITA Borella: 2-5 V van CHN Lao: 2-5 V van BEL Soumagne: 1-5 V van CAN Angers: 1-5 W van HKG Lee: 5-2           |

### Schietsport
| Olympiër      | Onderdeel | Resultaat | Prestatie                          |
| ------------- | --------- | --------- | ---------------------------------- |
| Hélder Cavaco | trap      | 37e       | kwalificatie: 37ste met 139 punten |
| João Rebelo   | trap      | 18e       | kwalificatie: 18de met 190 punten  |

### Worstelen
| Olympiër       | Onderdeel      | Resultaat      | Prestatie                               |
| Grieks-Romeins | Grieks-Romeins | Grieks-Romeins | Grieks-Romeins                          |
| -------------- | -------------- | -------------- | --------------------------------------- |
| José Marques   | -52kg (m)      | 18e            | groep B: 10de V van SWE Stjernberg: 0-4 |

### Zeilen
| Olympiër                         | Onderdeel      | Resultaat | Prestatie                           |
| -------------------------------- | -------------- | --------- | ----------------------------------- |
| Luís Caliço                      | divisie II (m) | 19e       | 132,0 punten: (23-26-14-15-9-23-12) |
|                                  |                |           |                                     |
| Patrick de Barros Henrique Anjos | star klasse    | 15e       | 115,0 punten: (16-13-8-16-14-16-12) |

### Zwemmen
| Olympiër                                                         | Onderdeel             | Resultaat | Prestatie                                         |
| ---------------------------------------------------------------- | --------------------- | --------- | ------------------------------------------------- |
| Sérgio Esteves                                                   | 50m vrije slag (m)    | 31e       | serie 5: 2de in 24,24                             |
| Paulo Trindade                                                   | 50m vrije slag (m)    | 30e       | serie 6: 6de in 24,02                             |
| Artur Costa                                                      | 1500m vrije slag (m)  | 30e       | serie 2: 7de in 15.56,13                          |
| Alexandre Yokochi                                                | 100m schoolslag (m)   | 40e       | serie 2: 1ste in 1.05,68                          |
| Alexandre Yokochi                                                | 200m schoolslag (m)   | 9e        | serie 6: 5de in 2.17,87 finale B: 1ste in 2.18,01 |
| Mabílio Albuquerque                                              | 100m vlinderslag (m)  | 33e       | serie 2: 2de in 57,30                             |
| Paulo Camacho                                                    | 100m vlinderslag (m)  | 37e       | serie 3: 4de in 57,62                             |
| Diogo Madeira                                                    | 200m vlinderslag (m)  | 26e       | serie 2: 1ste in 2.03,79                          |
| João Santos                                                      | 200m vlinderslag (m)  | 29e       | serie 2: 2de in 2.04,74                           |
| Diogo Madeira                                                    | 200m wisselslag (m)   | 28e       | serie 4: 2de in 2.10,21                           |
| Rui Borges                                                       | 40m wisselslag (m)    | 22e       | serie 2: 3de in 4.30,79                           |
| Diogo Madeira                                                    | 40m wisselslag (m)    | 26e       | serie 2: 5de in 4.35,00                           |
| Mabílio Albuquerque Henrique Villaret Vasco Sousa Sérgio Esteves | 4x100m vrije slag (m) | 14e       | serie 1: 5de in 3.33,31                           |
|                                                                  |                       |           |                                                   |
| Sandra Neves                                                     | 100m vlinderslag (v)  | 27e       | serie 2: 3de in 1.04,60                           |
| Sandra Neves                                                     | 200m vlinderslag (v)  | 18e       | serie 2: 5de in 2.18,29                           |

Afghanistan · Algerije · Amerikaanse Maagdeneilanden · Amerikaans-Samoa · Andorra · Angola · Antigua en Barbuda · Argentinië · Aruba · Australië · Bahama’s · Bahrein · Bangladesh · Barbados · België · Belize · Benin · Bermuda · Bhutan · Birma · Bolivia · Bondsrepubliek Duitsland · Botswana · Brazilië · Britse Maagdeneilanden · Brunei · Bulgarije · Burkina Faso · Canada · Centraal-Afrikaanse Republiek · Chili · China · Chinees Taipei · Colombia · Congo-Brazzaville · Cookeilanden · Costa Rica · Cyprus · Denemarken · Djibouti · Dominicaanse Republiek · Duitse Democratische Republiek · Ecuador · Egypte · El Salvador · Equatoriaal-Guinea · Fiji · Filipijnen · Finland · Frankrijk · Gabon · Gambia · Ghana · Grenada · Griekenland · Groot-Brittannië · Guam · Guatemala · Guinee · Guyana · Haïti · Honduras · Hongarije · Hongkong · Ierland · IJsland · India · Indonesië · Irak · Iran · Israël · Italië · Ivoorkust · Jamaica · Japan · Joegoslavië · Jordanië · Kaaimaneilanden · Kameroen · Kenia · Koeweit · Laos · Lesotho · Libanon · Liberia · Libië · Liechtenstein · Luxemburg · Malawi · Malediven · Maleisië · Mali · Malta · Marokko · Mauritanië · Mauritius · Mexico · Monaco · Mongolië · Mozambique · Nederland · Nederlandse Antillen · Nepal · Nieuw-Zeeland · Niger · Nigeria · Noord-Jemen · Noorwegen · Oeganda · Oman · Oostenrijk · Pakistan · Panama · Papoea-Nieuw-Guinea · Paraguay · Peru · Polen · Portugal · Puerto Rico · Qatar · Roemenië · Rwanda · Saint Vincent en de Grenadines · Salomonseilanden · Samoa · San Marino · Saoedi-Arabië · Senegal · Sierra Leone · Singapore · Soedan · Somalië · Sovjet-Unie · Spanje · Sri Lanka · Suriname · Swaziland · Syrië · Tanzania · Thailand · Togo · Tonga · Trinidad en Tobago · Tsjaad · Tsjecho-Slowakije · Tunesië · Turkije · Uruguay · Vanuatu · Venezuela · Verenigde Arabische Emiraten · Verenigde Staten · Vietnam · Zaïre · Zambia · Zimbabwe · Zuid-Jemen · Zuid-Korea · Zweden · Zwitserland